# ليستير كاسل
ليستير كاسل (بالإنجليزية: Lester Castle)‏ هو محامي نيوزيلندي، ولد في 13 يوليو 1921 في ويلينغتون في نيوزيلندا، وتوفي في 26 نوفمبر 1986.